# Gambrinus liga 2008/2009
Sezóna 2008/09 byla 16. ročníkem nejvyšší fotbalové soutěže samostatné České republiky – Gambrinus ligy. Tato sezona začala 2. srpna 2008 a vyvrcholila 30. května 2009. Hrála se systémem každý s každým, a to jeden zápas doma a druhý na hřišti soupeře. Utkání se hrála vždy jednou týdně s výjimkou zimní přestávky, od 1. prosince 2008 do 20. února 2009, kdy se nehrálo vůbec. Mistrovský titul ze sezóny 2007/08 obhajovala Slavia Praha. To se jí povedlo, když ve 28. kole zvítězila na hřišti Viktorie Žižkov 3:1. Připsala si tak celkem sedmnáctý titul v klubové historii a třetí v samostatné české lize. Do druhé ligy naopak sestoupily týmy FK Viktoria Žižkov a FC Tescoma Zlín.

## Kluby
V této sezóně se představily v první lize dva nové kluby FK Bohemians Praha a 1. FK Příbram, která se po ročním účinkování ve 2. lize opět vrátila do nejvyšší soutěže. Naproti tomu tým Bohemians byl v 1. lize naprostým nováčkem. Z předchozího ročníku sestoupily do nižší soutěže FC Bohemians 1905 a FK Siad Most. V rozmístění klubů se tedy oproti minulé sezóně nic nezměnilo, hrály ji i nadále 3 moravské, 1 slezský a 12 českých klubů, z toho 4 pražské.

## Tabulka
| Poř. | Tým                        | Z  | V  | R  | P  | VG | OG | B  |
| ---- | -------------------------- | -- | -- | -- | -- | -- | -- | -- |
| 1.   | SK Slavia Praha (C)        | 30 | 18 | 8  | 4  | 57 | 25 | 62 |
| 2.   | AC Sparta Praha            | 30 | 16 | 8  | 6  | 48 | 25 | 56 |
| 3.   | FC Slovan Liberec          | 30 | 14 | 10 | 6  | 41 | 28 | 52 |
| 4.   | SK Sigma Olomouc           | 30 | 13 | 9  | 8  | 39 | 36 | 48 |
| 5.   | FK Baumit Jablonec         | 30 | 14 | 4  | 12 | 43 | 37 | 46 |
| 6.   | FK Mladá Boleslav          | 30 | 12 | 10 | 8  | 39 | 38 | 46 |
| 7.   | FK Teplice (P)             | 30 | 12 | 7  | 11 | 33 | 25 | 43 |
| 8.   | FC Viktoria Plzeň          | 30 | 11 | 10 | 9  | 45 | 38 | 43 |
| 9.   | FC Baník Ostrava           | 30 | 11 | 6  | 13 | 38 | 36 | 39 |
| 10.  | SK Dynamo České Budějovice | 30 | 7  | 15 | 8  | 30 | 37 | 36 |
| 11.  | 1. FC Brno                 | 30 | 9  | 8  | 13 | 32 | 36 | 35 |
| 12.  | 1. FK Příbram (N)          | 30 | 9  | 7  | 14 | 30 | 40 | 34 |
| 13.  | FK Bohemians Praha (N)     | 30 | 10 | 4  | 16 | 33 | 46 | 34 |
| 14.  | SK Kladno                  | 30 | 8  | 7  | 15 | 21 | 41 | 31 |
| 15.  | FC Tescoma Zlín            | 30 | 7  | 8  | 15 | 26 | 49 | 29 |
| 16.  | FK Viktoria Žižkov         | 30 | 5  | 7  | 18 | 27 | 45 | 22 |

Poznámky:
- Z = Odehrané zápasy; V = Vítězství; R = Remízy; P = Prohry; VG = Vstřelené góly; OG = Obdržené góly; B = Body;
- Poslední aktualizace: 30. 5. 2009.[1]
- Teplice si účast v Evropské lize zajistily díky vítězství v poháru ČMFS
- N = nováček (minulou sezónu hrál nižší soutěž a postoupil); C = obhájce titulu; P = vítěz českého poháru

|  | Postup do 3. předkola (mistrovská část) Ligy mistrů 2009/10   |
|  | Postup do 3. předkola (nemistrovská část) Ligy mistrů 2009/10 |
|  | Postup do 4. předkola Evropské ligy 2009/10                   |
|  | Postup do 3. předkola Evropské ligy 2009/10                   |
|  | Postup do 2. předkola Evropské ligy 2009/10                   |
|  | Sestup do 2. ligy 2009/10                                     |

## Výsledky
|                            | ОST | BOH | BRN | PLZ | ŽIŽ | ČBU | KLA | PŘÍ | MBO | OLO | SLA | LIB | SPA | TEP | ZLN | JAB |
| -------------------------- | --- | --- | --- | --- | --- | --- | --- | --- | --- | --- | --- | --- | --- | --- | --- | --- |
| FC Baník Ostrava           | XXX | 5:4 | 0:0 | 1:4 | 0:0 | 0:0 | 1:0 | 2:0 | 0:2 | 1:1 | 2:3 | 0:0 | 2:0 | 1:0 | 1:3 | 3:1 |
| FK Bohemians Praha         | 1:0 | XXX | 1:2 | 0:2 | 0:0 | 2:1 | 3:1 | 1:0 | 2:1 | 1:2 | 0:0 | 2:0 | 4:3 | 1:0 | 1:0 | 4:3 |
| 1. FC Brno                 | 2:0 | 0:0 | XXX | 1:2 | 0:2 | 1:1 | 2:0 | 1:2 | 0:2 | 1:2 | 1:0 | 4:1 | 0:2 | 1:1 | 3:0 | 1:0 |
| FC Viktoria Plzeň          | 1:3 | 3:1 | 3:2 | XXX | 3:2 | 1:1 | 1:0 | 0:0 | 2:0 | 4:0 | 1:1 | 0:2 | 1:1 | 1:1 | 5:0 | 1:1 |
| FK Viktoria Žižkov         | 0:3 | 4:2 | 1:1 | 0:2 | XXX | 2:1 | 2:2 | 2:0 | 1:2 | 1:2 | 1:3 | 0:0 | 1:2 | 3:0 | 1:1 | 0:1 |
| SK Dynamo České Budějovice | 3:2 | 0:0 | 1:1 | 1:1 | 3:2 | XXX | 3:0 | 2:2 | 1:1 | 1:1 | 2:2 | 2:0 | 1:4 | 3:0 | 1:0 | 2:1 |
| SK Kladno                  | 0:1 | 1:0 | 1:0 | 1:0 | 1:0 | 0:0 | XXX | 1:0 | 0:1 | 2:0 | 2:1 | 0:0 | 0:2 | 1:1 | 1:1 | 1:2 |
| 1. FK Příbram              | 2:1 | 2:1 | 0:1 | 2:2 | 3:0 | 3:0 | 2:0 | XXX | 1:1 | 2:1 | 0:0 | 1:2 | 1:1 | 0:3 | 3:0 | 2:0 |
| FK Mladá Boleslav          | 0:2 | 1:0 | 2:4 | 1:1 | 0:0 | 0:0 | 2:1 | 3:1 | XXX | 2:1 | 0:0 | 1:4 | 0:3 | 1:0 | 1:0 | 1:2 |
| SK Sigma Olomouc           | 2:1 | 3:0 | 1:1 | 2:1 | 2:0 | 1:1 | 1:3 | 4:1 | 2:2 | XXX | 1:0 | 2:1 | 0:1 | 2:1 | 1:1 | 1:1 |
| SK Slavia Praha            | 1:0 | 5:0 | 2:1 | 3:2 | 2:1 | 2:0 | 5:0 | 1:0 | 3:3 | 3:0 | XXX | 2:2 | 1:1 | 3:1 | 1:0 | 2:0 |
| FC Slovan Liberec          | 0:0 | 2:1 | 0:0 | 1:1 | 2:1 | 2:0 | 2:0 | 1:0 | 3:3 | 0:1 | 2:1 | XXX | 3:0 | 1:0 | 2:1 | 3:0 |
| AC Sparta Praha            | 1:0 | 1:0 | 4:0 | 2:0 | 2:0 | 0:0 | 5:0 | 3:0 | 1:0 | 1:1 | 1:4 | 1:1 | XXX | 0:0 | 2:0 | 3:2 |
| FK Teplice                 | 1:0 | 1:0 | 1:0 | 3:0 | 2:0 | 4:0 | 2:1 | 0:0 | 2:3 | 0:1 | 0:1 | 1:0 | 0:0 | XXX | 2:0 | 3:0 |
| FC Tescoma Zlín            | 2:5 | 2:0 | 2:1 | 2:0 | 1:0 | 0:0 | 0:0 | 2:0 | 0:2 | 1:1 | 0:3 | 3:3 | 2:1 | 1:1 | XXX | 0:1 |
| FK Baumit Jablonec         | 2:1 | 2:1 | 2:0 | 3:0 | 2:0 | 2:0 | 1:1 | 4:0 | 1:1 | 1:0 | 1:2 | 0:1 | 1:0 | 0:2 | 6:1 | XXX |

Poslední aktualizace: 30. 5. 2009.

## Stadiony
| Klub                       | Stadion                            | Kapacita |
| -------------------------- | ---------------------------------- | -------- |
| SK Slavia Praha            | Synot Tip Aréna                    | 21 000   |
| AC Sparta Praha            | Stadion Sparty na Letné            | 20 854   |
| FK Teplice                 | Na Stínadlech                      | 18 221   |
| FC Baník Ostrava           | Bazaly                             | 17 372   |
| 1. FC Brno                 | Městský fotbalový stadion Srbská   | 12 550   |
| SK Sigma Olomouc           | Andrův stadion                     | 12 014   |
| FC Slovan Liberec          | Stadion U Nisy                     | 9 900    |
| 1. FK Příbram              | Na Litavce                         | 9 100    |
| FC Viktoria Plzeň          | Stadion města Plzně                | 7 842    |
| SK Dynamo České Budějovice | Fotbalový stadion Střelecký ostrov | 6 746    |
| FC Tescoma Zlín            | Letná                              | 6 375    |
| FK Baumit Jablonec         | Stadion Střelnice                  | 6 280    |
| FK Viktoria Žižkov         | Stadion FK Viktoria Žižkov         | 5 600    |
| FK Bohemians Praha         | Stadion FK Viktoria Žižkov         | 5 600    |
| FK Mladá Boleslav          | Městský stadion                    | 5 000    |
| SK Kladno                  | Stadion Františka Kloze            | 4 000    |

## Statistiky
Poslední aktualizace: 30. 5. 2009.

### Branky
- Celkem branek: 582 branek
- Průměr branek na zápas: 2,43 branek
- Průměr branek na ligové kolo: 19,40 branek
- Nejvíce branek v zápase: 9 branek, 10. kolo, FC Baník Ostrava – FK Bohemians Praha (5:4)
- Nejvíce branek v jednom poločase: 6 branek, 30. kolo, FK Baumit Jablonec – FC Tescoma Zlín (6:1, první poločas 5:1)
- Nejvíce branek v ligovém kole: 31 branek, 10. kolo
- Nejméně branek v ligovém kole: 12 branek, 18. kolo
- První ligová branka sezóny: Pavel Horváth (FC Viktoria Plzeň) z penalty v 26. minutě zápasu prvního kola FC Viktoria Plzeň – FK Viktoria Žižkov (3:2)[4]
- 100. ligová branka sezóny: Pavel Macháček (FK Bohemians Praha) v 55. minutě zápasu 6. kola FK Viktoria Žižkov – FK Bohemians Praha (4:2)
- 200. ligová branka sezóny: Andrej Kerić (FC Slovan Liberec) v 35. minutě zápasu 10. kola FC Slovan Liberec – FK Baumit Jablonec (3:0)
- 300. ligová branka sezóny: David Lafata (FK Baumit Jablonec) v 41. minutě zápasu 15. kola FK Baumit Jablonec – AC Sparta Praha (1:0)
- 400. ligová branka sezóny: Ondřej Čelůstka (FC Tescoma Zlín) v 45. minutě zápasu 22. kola FC Tescoma Zlín – FK Teplice (1:1)
- 500. ligová branka sezóny: Pavel Fořt (SK Slavia Praha) v 10. minutě zápasu 27. kola SK Slavia Praha – SK Dynamo České Budějovice (2:0)

#### Hattricky
- Tomáš Jun (FK Teplice) – 1. kolo, FK Teplice – SK Dynamo České Budějovice 4:0 (5., 35. a 70. minuta)
- Daniel Huňa (1. FK Příbram) – 10. kolo, 1. FK Příbram – FC Tescoma Zlín 3:0 (15., 29. a 60. minuta)
- Patrik Berger (AC Sparta Praha) – 16. kolo, AC Sparta Praha – SK Kladno 5:0 (26., 59. a 90. minuta)
- Marek Jarolím (SK Slavia Praha) – 17. kolo, SK Slavia Praha – FC Viktoria Plzeň 3:2 (13., 19. a 67. minuta)
- Andrej Kerić (FC Slovan Liberec) – 20. kolo, FC Tescoma Zlín – FC Slovan Liberec 3:3 (7., 26. a 56. minuta)
- Tomáš Stráský (SK Dynamo České Budějovice) – 23. kolo, SK Dynamo České Budějovice – SK Kladno 3:0 (29., 64. a 68. minuta)
- Roman Dobeš (FK Bohemians Praha) – 27. kolo, FK Bohemians Praha – FK Baumit Jablonec 4:3 (24., 65. a 90. minuta)

#### Střelci
| Góly | Střelec            | Tým                        |
| ---- | ------------------ | -------------------------- |
| 15   | Andrej Kerić       | FC Slovan Liberec          |
| 11   | Tomáš Necid        | SK Slavia Praha            |
| 11   | Daniel Huňa        | 1. FK Příbram              |
| 10   | Michal Papadopulos | FK Mladá Boleslav          |
| 10   | Riste Naumov       | FK Viktoria Žižkov         |
| 10   | David Lafata       | FK Baumit Jablonec         |
| 9    | Tijani Belaid      | SK Slavia Praha            |
| 9    | Michal Ordoš       | SK Sigma Olomouc           |
| 9    | Tomáš Sedláček     | SK Dynamo České Budějovice |
| 8    | Marek Kincl        | FK Bohemians Praha         |
| 8    | Pavel Horváth      | FC Viktoria Plzeň          |
| 8    | Roman Dobeš        | FK Bohemians Praha         |

### Návštěvnost
- Celkem diváků: 1 121 736 diváků
- Průměr diváků na zápas: 4 674 diváků
- Nejvyšší průměrná návštěvnost: SK Slavia Praha – 11 934 diváků na zápas
- Nejnižší průměrná návštěvnost: FK Bohemians Praha – 1 903 diváků na zápas
- Nejvyšší návštěva: 20 565 diváků, 9. kolo, AC Sparta Praha – SK Slavia Praha 1:4
- Nejnižší návštěva: 853 diváků, 30. kolo, FK Viktoria Žižkov – FC Viktoria Plzeň 0:2

### Brankáři
- Největší počet vychytaných nul: 12 zápasů, Martin Vaniak (SK Slavia Praha)

## Soupisky mužstev
- V závorce za jménem je uveden počet utkání a branek, u brankářů ještě počet čistých kont

### SK Slavia Praha
Deniss Romanovs (1/0/1),
Martin Vaniak (29/0/12) –
Tijani Belaid (24/9),
Aleš Besta (8/0),
Erich Brabec (29/0),
Amadou Cissé (2/0),
Jaroslav Černý (22/2),
Milan Černý (6/0),
František Dřížďal (4/0),
Pavel Fořt (14/5),
Theodor Gebre Selassie (2/0),
Peter Grajciar (9/1),
Jan Hošek (6/0),
David Hubáček (24/0),
Milan Ivana (17/4),
Tomáš Jablonský (3/0),
Petr Janda (20/2),
Marek Jarolím (30/5),
Jan Kovačík (1/0),
Matej Krajčík (15/0),
Martin Latka (8/0),
Gianluca Litteri (2/1),
Tomáš Necid (16/11),
Tomáš Pekhart (13/2),
Marek Suchý (27/0),
Zdeněk Šenkeřík (9/2),
Ronald Šiklić (5/0),
Vladimír Šmicer (8/3),
Dušan Švento (24/0),
Mickaël Tavares (14/1),
Goce Toleski (8/3),
Petr Trapp (6/0),
Ladislav Volešák (12/1) –
trenér Karel Jarolím, asistenti Petr Vrabec, Luboš Přibyl, Pavel Řehák a Jan Netscher

### AC Sparta Praha
Jaromír Blažek (21/0/11),
Matúš Kozáčik (9/0/5) –
Patrik Berger (21/6),
Wilfried Bony (16/3),
Libor Došek (12/1),
Marián Had (4/0),
Jan Holenda (23/2),
Tomáš Huber (8/0),
Roman Hubník (14/4),
Luboš Hušek (16/1),
Jiří Jeslínek (2/0),
Michal Kadlec (4/3),
Václav Kadlec (12/2),
Karol Kisel (7/2),
Jiří Kladrubský (27/4),
Daniel Kolář (3/0),
Jan Krob (6/0),
Juraj Kucka (12/3),
Štěpán Kučera (10/0),
Ondřej Kúdela (6/0),
Marek Kulič (24/3),
Ondřej Kušnír (23/1),
Miroslav Matušovič (12/0),
Manuel Pamić (14/1),
Nejc Pečnik (4/0),
Sergio Peter (2/0),
Juraj Piroska (1/0),
Tomáš Řepka (22/0),
Miroslav Slepička (15/5),
Kamil Vacek (21/4),
Petr Voříšek (15/0),
Martin Zeman (20/1),
Igor Žofčák (13/0) –
trenér Vítězslav Lavička (1.–9. kolo), Jozef Chovanec (10.–30. kolo) a Martin Hašek (17.–30. kolo), asistenti Horst Siegl (1.–16. kolo), Michal Zach (1.–9. kolo), Jan Kmoch (17.–30. kolo), Jan Stejskal a Aleš Kaplan

### FC Slovan Liberec
Zbyněk Hauzr (11/0/5),
Zdeněk Zlámal (19/0/8) –
Jiří Bílek (16/0),
Jan Blažek (26/6),
Radek Dejmek (7/1),
Jaroslav Dittrich (9/0),
Bořek Dočkal (27/5),
Filip Dort (22/0),
Tomáš Frejlach (19/2),
Theodor Gebre Selassie (21/1),
Marcel Gecov (12/0),
Radek Hochmeister (4/0),
Miroslav Holeňák (29/0),
Tomáš Janů (21/0),
Andrej Kerić (27/15),
Pavel Košťál (28/0),
Jiří Liška (11/0),
Jan Nezmar (27/5),
Petr Papoušek (22/2),
Jan Polák (10/0),
Tomas Radzinevičius (13/0),
Ondřej Smetana (22/2),
Lovre Vulin (14/0) –
trenér Ladislav Škorpil (10.–30. kolo), asistenti Josef Petřík, Luboš Kozel, Radim Nečas a Milan Veselý

### SK Sigma Olomouc
Petr Drobisz (26/0/4),
Tomáš Lovásik (2/0/1),
Martin Šustr (2/0/0) –
Lukáš Bajer (26/4),
Martin Doležal (9/0),
Jakub Heidenreich (23/0),
Tomáš Hořava (26/4),
Michal Hubník (25/4),
Martin Hudec (22/2),
Tomáš Janotka (24/4),
Marek Kaščák (27/0),
Tomáš Kazár (10/2),
David Kobylík (9/1),
Martin Komárek (21/2),
Melinho (27/5),
Radim Nepožitek (6/0),
Tomáš Nuc (12/0),
Ladislav Onofrej (12/0),
Michal Ordoš (27/9),
Jakub Petr (7/0),
Tomáš Pospíšil (7/0),
Daniel Silva Rossi (23/1),
Vojtěch Schulmeister (2/1),
Aleš Škerle (24/0),
Vojtěch Štěpán (15/1),
Vít Štětina (4/0),
Darko Šuškavčević (15/1),
Goce Toleski (9/0) –
trenér Zdeněk Psotka, asistent Martin Kotůlek

### FK Baumit Jablonec
Michal Špit (19/0/5),
Lukáš Zich (11/0/4) –
Pavel Černý (8/1),
Tomáš Čížek (2/2),
Pavel Eliáš (19/2),
Michal Farkaš (2/0),
Josef Hamouz (30/2),
Anes Haurdić (12/1),
Andrej Hesek (13/2),
Adam Hloušek (24/4),
Jiří Homola (16/0),
Tomáš Huber (16/1),
Filip Klapka (22/1),
Daniel Kocourek (5/0),
Jiří Krejčí (16/0),
Štěpán Kučera (10/0),
David Lafata (30/10),
Luboš Loučka (25/3),
Tomáš Michálek (29/4),
Petr Pavlík (28/5),
Jiří Valenta (27/2),
Milan Vuković (8/2),
Petr Zábojník (26/1),
Igor Žofčák (16/0) –
trenér František Komňacký, asistenti Jozef Weber a Radim Straka

### FK Mladá Boleslav
Josef Kubásek (1/0/0),
Miroslav Miller (28/0/10),
Jan Šeda (2/0/0) –
Jaroslav Dittrich (2/0),
Tomáš Fabián (1/0),
George Ganugravu (1/0),
Tomáš Hrdlička (14/0),
Jan Chramosta (9/5),
Tomáš Janíček (26/0),
Václav Kalina (28/2),
Ondřej Kúdela (8/1),
Jan Kysela (21/1),
Petr Mach (18/0),
Alexandre Mendy (27/1),
Radim Nečas (7/0),
Lukáš Opiela (19/0),
Michal Papadopulos (29/10),
Luboš Pecka (23/4),
Tomáš Poláček (28/3),
Václav Procházka (29/3),
Jan Rajnoch (15/1),
Adrian Rolko (14/0),
Jakub Řezníček (18/4),
Michal Sedláček (4/0),
Ludovic Sylvestre (29/4),
František Ševinský (3/0),
Ivo Táborský (12/0) –
trenér Pavel Hapal (1.–26. kolo) a Dušan Uhrin (27.–30. kolo), asistenti Oto Brunegraf, Karel Stanner a Ladislav Maier

### FK Teplice
Tomáš Belic (16/0/8),
Tomáš Grigar (13/0/6),
Martin Slavík (1/0/0) –
Radim Breite (1/0),
Michal Doležal (24/1),
Osama Elsamni (5/0),
Michal Gašparík (3/0),
Aleš Hanzlík (1/0)
Pavel Hašek (2/0),
Andrej Hesek (8/2),
David Jablonský (1/0),
Martin Jindráček (1/0),
Tomáš Jun (14/3),
Martin Klein (28/3),
Admir Ljevaković (20/2),
Petr Lukáš (26/1),
Aidin Mahmutović (25/5),
Jakub Mareš (24/5),
Milan Matula (22/0),
Alen Melunović (1/0),
Samir Merzić (9/0),
Jiří Pimpara (2/0),
Antonín Rosa (28/1),
Jiří Sabou (14/1),
Michal Smejkal (18/0),
Vlastimil Stožický (24/5),
Jan Štohanzl (5/0),
Štěpán Vachoušek (25/3),
Blažej Vaščák (7/0),
Pavel Verbíř (21/0),
Vlastimil Vidlička (23/0),
Tomáš Vondrášek (7/0) –
trenér Jiří Plíšek, asistenti Zdeněk Klucký, Lukáš Přerost a Libor Macháček

### FC Viktoria Plzeň
Michal Daněk (8/0/3),
Tomáš Poštulka (10/0/0),
Martin Ticháček (12/0/4) –
Jakub Dvořák (1/0),
Tomáš Hájovský (11/4),
Jan Halama (17/0),
Radek Hochmeister (6/0),
Pavel Horváth (27/8),
Petr Jiráček (29/1),
Daniel Kolář (22/5),
Tomáš Krbeček (19/0),
Jan Lecjaks (19/1),
David Limberský (27/3),
Pavel Malcharek (1/0),
Jiří Mlika (21/3),
Jakub Navrátil (20/2),
Milan Petržela (26/5),
Jan Polák (1/0),
Antonín Presl (5/0),
Tomáš Rada (26/0),
Jan Rezek (20/3),
Paulo Da Silva Rodriguez (2/0),
Marek Smola (8/0),
František Ševinský (12/2),
Zdeněk Šmejkal (1/0),
Dimitri Tatanašvili (19/1),
Petr Trapp (14/2),
Lukáš Vaculík (8/1),
Adam Varadi (28/3) –
trenér Jaroslav Šilhavý (1.–9. kolo) a Pavel Vrba (10.–30. kolo), asistenti Václav Kotal (1.–9. kolo), Karel Krejčí a Josef Čaloun

### FC Baník Ostrava
Antonín Buček (10/0/3),
Petr Vašek (20/0/9) –
Daniel Bartl (2/0),
René Bolf (22/2),
Tomáš Galásek (14/0),
Jan Hable (7/0),
Dominik Kraut (3/0),
Mario Lička (29/5),
Martin Lukeš (21/1),
Tomáš Marek (29/0),
Miroslav Marković (4/0),
František Metelka (10/0),
Tomáš Mičola (25/5),
Aleš Neuwirth (28/0),
Rudolf Otepka (24/5),
Petr Pavlík (11/0),
František Rajtoral (23/1),
Pavel Ricka (1/0),
Radim Řezník (10/0),
David Střihavka (20/5),
Václav Svěrkoš (15/7),
Daniel Tchuř (26/0),
Petr Tomašák (4/0),
Lukáš Vácha (8/0),
Petr Wojnar (5/0),
Jan Zawada (10/0),
Róbert Zeher (26/5) –
trenér Karel Večeřa (1.–24. kolo) a Verner Lička (25.–30. kolo), asistenti Karel Kula a Svatopluk Schäfer

### SK Dynamo České Budějovice
Pavel Kučera (30/0/10) –
Rastislav Bakala (1/0),
Petr Benát (30/7),
Vladimír Dobal (1/0),
Jaroslav Hílek (23/0),
David Homoláč (23/1),
David Horejš (25/0),
Fernando Tobias de Carvalho Hudson (26/3),
Tomáš Hunal (16/0),
Martin Jasanský (7/0),
Adam Klavík (2/0),
Jan Kovačík (5/0),
Miroslav Kučera (1/0),
Martin Laurinc (6/0),
Martin Leština (25/0),
Pavel Mezlík (25/2),
Milan Nitrianský (4/0),
Zdeněk Ondrášek (5/0),
Jiří Peroutka (5/0),
Michal Rakovan (1/0),
Jan Riegel (24/0),
Tomáš Sedláček (29/9),
Michal Skopalík (3/0),
Tomáš Stráský (23/4),
Jan Svátek (24/0),
Petr Šíma (27/1),
Michal Šmíd (1/0),
Marián Timm (3/0),
Michael Žižka (22/1) –
trenér Jan Kmoch (1.–4. kolo) a Pavel Tobiáš (5.–30. kolo), asistenti Ondřej Lunga (1.–4. kolo), Jiří Lerch (1.–16. kolo), Karel Musil a Petr Skála

### 1. FC Brno
Tomáš Bureš (12/0/3),
Martin Lejsal (18/0/6) –
Libor Baláž (10/0),
Aleš Besta (7/3),
Jaroslav Borák (5/0),
Petr Čoupek (23/0),
Tomáš Došek (25/7),
Josef Dvorník (19/1),
Elton Santiago dos Santos Lira (12/0),
Marek Heinz (21/2),
Jiří Huška (3/0),
David Kalivoda (25/2),
Martin Kuncl (13/0),
Lukáš Mareček (28/0),
Tomáš Okleštěk (11/0),
David Pašek (3/0),
Tomáš Polách (19/1),
Zdeněk Polák (3/0),
Zbyněk Pospěch (7/2),
Michael Rabušic (10/3),
František Schneider (6/0),
Roman Smutný (8/0),
Marek Střeštík (24/4),
Róbert Szegedi (5/0),
Josef Šural (18/2),
Martin Švejnoha (28/1),
Jan Trousil (18/2),
Jan Urban (1/0),
Karel Večeřa (7/1),
Pavel Vrána (3/0),
Martin Živný (26/1) –
trenér Petr Uličný (1.–11. kolo), Aleš Křeček (12.–16. kolo) a Miroslav Beránek (17.–30. kolo), asistenti Aleš Křeček a Karel Trnečka (1.–11. kolo), Rostislav Horáček (12.–16. kolo), Aleš Křeček, Pavel Trávník a Josef Hron (17.–30. kolo)

### FK Marila Příbram
Aleš Hruška (14/0/2),
Lukáš Krbeček (8/0/2),
Mário Michalík (2/0/0),
Martin Slavík (7/0/4) –
Nordine Assami (1/0),
Oguz Han Biyik (12/1),
Tomáš Borek (30/3),
Vítězslav Brožík (3/0),
Francisco Filipe Dos Santos Cafú (3/1),
Michel Fernando Costa (4/0),
Danilo De Oliveira (20/0),
Antonín Fantiš (24/1),
Martin Hloušek (2/0),
Daniel Huňa (28/11),
Jan Kalabiška (13/0),
Michal Klesa (23/5),
Martin Knakal (3/0),
Marcel Mácha (1/0),
Tshiabola Mapanya (7/0),
Milan Mišůn (12/1),
Martin Müller (20/0),
Lukáš Nechvátal (16/0),
Staníslav Nohýnek (21/1),
Jan Penc (2/0),
Tomáš Pilík (4/0),
Marek Plašil (24/1),
Lukáš Pleško (27/1),
Zdeněk Šmejkal (9/1),
Jakub Štochl (25/0),
Daniel Tarczal (25/0),
Petr Tomašák (9/1),
Tomáš Wágner (1/1) –
trenér Massimo Morales (1.–26. kolo) a Petr Čuhel (27.–30. kolo), asistenti Petr Čuhel (1.–26. kolo) a Jiří Ryba (17.–30. kolo)

### FK Bohemians Praha
Jaroslav Beláň (23/0/9),
David Šimon (2/0/0),
Václav Winter (5/0/1) –
Kwame Eric Adjei (3/0),
Valeriu Andronic (8/0),
Michal Demeter (24/0),
Abdoulaide Diarra (2/0),
Roman Dobeš (24/8),
Pavel Eismann (11/0),
Tomáš Fenyk (20/2),
Josef Galbavý (18/1),
Pavel Grznár (21/0),
Martin Horáček (21/1),
Stanley Ibe (21/1),
Tomáš Jablonský (8/0),
Jiří Jeslínek (10/1),
Marek Kincl (27/8),
Michal Kropík (12/0),
Dmitrij Lencević (11/0),
Pavel Macháček (25/3),
Biboko Mayola (6/0),
Jan Novotný (10/0),
Miroslav Obermajer (17/0),
Josef Semerák (1/0),
Vít Turtenwald (28/0),
Jan Vošahlík (24/2),
Martin Zbončák (6/0),
David Zoubek (28/5) –
trenér Luboš Urban, asistenti Daniel Šmejkal, Jaromír Jindráček a Jan Klíma

### SK Kladno
Peter Kostolanský (2/0/1),
Roman Pavlík (27/0/8),
Jaroslav Tesař (1/0/0) –
David Bartek (12/1),
Pavel Bartoš (24/0),
Vít Beneš (27/0),
Tomáš Cigánek (21/0),
Pavel Drsek (14/2),
Tomáš Dubský (14/0),
Marian Farbík (1/0),
Patrik Gross (18/0),
Lukáš Hajník (21/0),
Ondřej Herzán (7/0),
David Hlava (1/0),
Antonín Holub (19/0),
Dejan Jurkič (4/0),
Jiří Kabele (3/0),
Lukáš Killar (15/1),
Tomáš Klinka (14/3),
František Mašanský (3/0),
Jan Procházka (21/2),
Roman Smutný (6/0),
Tomáš Strnad (25/0),
Ondřej Szabo (25/3),
Jaromír Šilhan (28/5),
Jiří Šisler (16/1),
Michal Zachariáš (24/1),
Lago Anderson Zeze (1/0),
Lukáš Zoubele (21/1) –
trenér Martin Hřídel, asistenti Stanislav Hejkal a Filip Toncar

### FC Tescoma Zlín
Vít Baránek (25/0/5),
Stanislav Dostál (1/0/0),
Aleš Kořínek (6/0/1) –
Martin Bača (25/4),
Martin Bačík (5/0),
Gejza Baranyai (5/0),
Ondřej Čelůstka (27/3),
Richard Dostálek (13/1),
Pavel Elšík (5/0),
Zdeněk Konečník (7/0),
Tomáš Kóňa (8/0),
Jan Kraus (6/0),
Zdeněk Kroča (29/3),
Karel Kroupa (25/6),
Josef Lukaštík (7/0),
Vladimír Malár (12/0),
Pavel Malcharek (16/0),
Michal Malý (6/0),
James McQuilkin (2/0),
Petr Musil (17/0),
Filip Novák (3/0),
Lukáš Pazdera (6/0),
Miloslav Penner (7/0),
Filip Rýdel (11/4),
David Šmahaj (29/1),
Michal Šrom (1/0),
Vitali Trubila (13/0),
Vít Vrtělka (1/0),
Martin Vyskočil (29/2),
Ivo Zbožínek (27/0),
Marek Zúbek (16/0),
Libor Žůrek (29/2) –
trenér Josef Mazura (1.–7. kolo), Ladislav Minář a Marek Kalivoda (8.–11. kolo), Stanislav Levý (12.–16. kolo), Ladislav Minář (17.–30. kolo), asistent Petr Maléř (1.–7. kolo), Zdeněk Bečka (12.–16. kolo), Marek Kalivoda (17.–30. kolo)

### FK Viktoria Žižkov
Peter Bartalský (22/0/6),
Aleš Hruška (7/0/1),
Štěpán Kolář (1/0/0) –
Pavel Besta (15/0),
Jakub Brabec (1/0),
Radek Bukač (2/0),
Jaures Corea (2/0),
Pavel Čermák (1/0),
Róbert Demjan (4/0),
Petr Gabriel (27/0),
Jakub Hottek (1/0),
Michal Houžvička (1/0),
Luboš Hruška (1/0),
Stanislav Hříbeček (1/0),
Josef Hušbauer (16/0),
Richard Kalod (24/2),
Zdeněk Koukal (27/1),
Tomáš Kučera (17/0),
Branislav Labant (6/0),
Rista Naumov (22/10),
Jan Novotný (11/0),
Marián Palát (5/0),
Radek Pilař (20/0),
Michal Pospíšil (4/0),
Tomáš Procházka (22/1),
Jiří Sabou (12/1),
Luděk Stracený (19/0),
Pavol Straka (14/2),
Marcel Šťastný (13/1),
Petr Švancara (24/3),
Milan Ujec (2/0),
Lukáš Vaculík (11/0),
Martin Vozábal (21/4),
Dejan Vukadinović (4/0),
Zengue Herve Xavier (25/0) –
trenér Stanislav Griga (1.–5. kolo), Josef Csaplár (6.–12. kolo) a Zdeněk Ščasný (13.–30. kolo), asistenti Boris Kočí, Milan Skokan a Oldřich Pařízek